# 土佐誠
土佐 誠（とさ まこと、1986年6月28日 - ）は、ジャパンラグビーリーグワン三菱重工相模原ダイナボアーズに所属するラグビー選手。

## プロフィール
- 山口県出身[1]。
- ポジションはフランカー(FL)、ナンバーエイト(No8)。
- 身長 188 cm、体重 112 kg
- ニックネームはトサ。
- 尾道高校ラグビー部所属時、試合前の円陣での掛け声を考案。

## 略歴
2005年、尾道高校卒業後、関東学院大学に入学。
2008年、関東学院大学ラグビー部の主将に就任。
2009年、関東学院大学卒業後、NECグリーンロケッツ(現・NECグリーンロケッツ東葛)に加入。同年、オックスフォード大学に留学してケンブリッジ大学との定期戦（ザ・バーシティマッチ）に出場し、「ブルー」の称号を得た。
2010年9月4日に行われたジャパンラグビートップリーグ第1節のヤマハ発動機ジュビロ戦に先発出場で公式戦初出場を果たす。
2012年、てんかんを発症するも、手術して競技に復帰。
2017年、三菱重工相模原ダイナボアーズに加入。
翌2018年、三菱重工相模原ダイナボアーズの主将に就任。